# Obeliks i spółka
Obeliks i spółka (fr. Obélix et Compagnie) – dwudziesty trzeci tom o przygodach Gala Asteriksa. Jego autorami są René Goscinny (scenariusz) i Albert Uderzo (rysunki).
Komiks po raz pierwszy wydano w 1976 r. Pierwsze polskie tłumaczenie (autorstwa Jolanty Sztuczyńskiej) pochodzi z 1995 r.

## Fabuła
Obeliks własnoręcznie rozprawia się z legionem Rzymian, świeżo przybyłych do obozu Rabarbarum. Na wieść o kolejnej klęsce Juliusz Cezar decyduje się zastosować nowy plan walki z niezwyciężonymi Galami. Za namową wyzwoleńca, Kajusza Oszołomusa, chce zasiać w mieszkańcach wioski żądzę zysku i tym samym zmienić wojowników w dekadentów.
Oszołomus opuszcza Rzym i rusza do obozu Rabarbarum, by zasięgnąć języka na temat Galów. W pobliskim lesie spotyka niosącego menhir Obeliksa; Oszołomus przedstawia mu się jako handlarz menhirów i zawiera z Galem układ: zapłaci mu za głaz 200 sestercji i kupi od niego każdy wyciosany w przyszłości menhir. Obeliks, zachęcony wizją zarobienia pieniędzy i stania się najważniejszym mężczyzną w wiosce, przystaje na ten układ.
Aby przyspieszyć produkcję menhirów, Obeliks zatrudnia do tej roboty dodatkowych pomocników. Inni mieszkańcy wioski, obserwując rosnące bogactwo Obeliksa, również zaczynają zajmować się wyrobem głazów. Wkrótce jedynymi Galami, którzy nie są w ten czy inny sposób zaangażowani w tworzenie menhirów, stają się Asteriks, Panoramiks, Asparanoiks i Kakofoniks.